# 厄斯金
厄斯金（英語：Erskine）是位于苏格兰伦弗鲁郡中央低地西部的一个小镇。克莱德河从该镇北部流过，厄斯金大桥横跨河流，连接该镇与隶属西邓巴顿郡的老基尔帕特里克镇。厄斯金是格拉斯哥市都市区西部的卧城，南临伦弗鲁、佩斯利和格拉斯哥机场。该镇最初是一个小村庄，自20世纪70年代以来升格为新市镇并逐步扩大，人口增加到了15,000多人。
2014年，皇家邮政对英国各邮政区的失业率、犯罪率、居民健康状况和住房承受能力等进行了综合评估，厄斯金入选苏格兰地区最具吸引力、居民满意程度最高的邮政区前五位。

## 地标

### 厄斯金大桥
该桥是一座多跨式斜拉箱梁桥，全长1321.87米，路面宽度为31.25米，桥顶高度为38米。该桥于1971年7月2日正式通车，安妮长公主出席了通车仪式。

### 厄斯金宾馆
厄斯金宾馆的前身是建于1828年至1845年间的厄斯金别墅。它由大英博物馆的设计者罗伯特·斯默克负责设计。在一战期间，这里收容了许多肢体残疾的英国水手和士兵。

### 厄斯金医院
厄斯金医院创建于1916年，用于治疗养护在一战中肢体受损的数千名英国军人。近一百年来，它一直为英国退役军人提供医疗护理服务。如今，该慈善医院被简称为“厄斯金医院”，或直接称作“厄斯金”。它在苏格兰格拉斯哥和爱丁堡等地设有分院，每年举行各种慈善活动。
英国皇室十分重视厄斯金退伍军人慈善医院。路易丝公主是该医院筹建时期的最大赞助者。后来的查尔斯王子和安妮长公主也曾为该慈善结构捐助了大笔资金。

### 林地
厄斯金大桥下有一片林地，人们可以在这里休憩、野餐、散步并欣赏克莱德河沿岸风景。林地里有一条长约3公里的休闲小径，适合步行和骑行。

## 著名人物
- 约翰·麦克阿瑟（英语：John McArthur），美国南北战争中北方阵营的将军[14]
- 布莱尔·斯皮塔尔，帕尔蒂克足球俱乐部中场球员[15]

## 照片集
- 克莱德河与厄斯金
（2017年12月）
- 厄斯金大桥
- 厄斯金宾馆
- 厄斯金退伍军人慈善医院
- “Boden Boo”林地